# Dean Glenesk
Dean Glenesk   (La Mesa, 22 de setembre de 1957) és un pentatleta estatunidenc, ja retirat, guanyador d'una medalla olímpica.
El 1984 va prendre part en els Jocs Olímpics d'Estiu de Los Angeles, on disputà dues proves del programa de pentatló modern. Junt a Michael Storm i Robert Losey guanyà la medalla de plata en la competició per equips, mentre en la competició individual fou divuitè. El 1980 havia de disputar els Jocs de Moscou, però el boicot estatunidenc ho impedí. Anys més tard fou guardonat la medalla d'or del Congrés.